# Olenivka, Jovtnevîi
Olenivka (în ucraineană Оленівка) este un sat în comuna Zelenîi Hai din raionul Jovtnevîi, regiunea Mîkolaiiv, Ucraina.

## Demografie
Componența lingvistică a localității Olenivka
     Ucraineană (87,5%)
     Rusă (11,5%)
     Alte limbi (0,5%)
Conform recensământului din 2001, majoritatea populației localității Olenivka era vorbitoare de ucraineană (87,5%), existând în minoritate și vorbitori de rusă (11,5%).